# Sinocarum
Sinocarum là chi thực vật có hoa trong họ Apiaceae.